# الیس رجینا
الیس رجینا (به پرتغالی: Elis Regina Carvalho Costa) (زادهٔ ۱۷ مارس ۱۹۴۵، درگذشتهٔ ۱۹ ژانویه ۱۹۸۶) از محبوب‌ترین خوانندگان برزیلی دههٔ شصت و هفتاد میلادی است.

## زندگی‌نامه
الیس رجینا در پورتو الگره در جنوب برزیل به دنیا آمد و خوانندگی را در سن یازده سالگی در برنامهٔ رادیویی مخصوص کودکان آغاز کرد. در ۱۹۵۹ به عنوان خواننده با رادیو قرارداد بست و یک سال بعد راهی ریو دوژانیرو شد و نخستین صفحه گرامافون آلبوم پرآهنگ خود را با نام Viva a Brotolândia ضبط کرد. دومین آلبوم او با نام Dois na bossa به فروشی گسترده دست یافت. در پایان دههٔ شصت و آغاز دههٔ هفتاد با ضبط آهنگ و همکاری با نوازندگانی چون گیلبرت گیل به تبلیغ مردمی جنبش Tropicália کمک کرد.
الیس رجینا دیکتاتوری وقت برزیل را که موجب محدودیت و تبعید بسیاری از نوازندگان هم‌نسل او شد مورد انتقاد قرار می‌داد. در مصاحبه‌ای در ۱۹۶۹ گفت که برزیل را گوریل‌ها اداره می‌کنند. محبوبیتش او را از زندان حفظ کرد، ولی بالاخره مجبورش کردند سرود ملی برزیل را در طول نمایشی در ورزشگاهی اجرا کند، چیزی که خشم بسیاری از چپ‌های برزیل را برانگیخت.
در ۱۹۷۴ همراه با توم ژوبیم آلبوم Elis & Tom را منتشر کرد، اثری که بسیاری از منتقدان آن را از برجسته‌ترین آثار سبک بوسا نوا در همهٔ زمان‌ها دانسته‌اند.
او سه فرزند داشت: ژوائو مارسلو بوسکولی (نتیجهٔ ازدواج او با رونالدو بوسکولی)، پدرو کامارگو ماریانو و ماریا ریتا ماریانو (فرزندان مشترک او و سزار کامارگو ماریانو، آهنگساز و نوازندهٔ پیانو). ماریا ریتا اکنون خواننده‌ای با محبوبیت بسیار است.
الیس رجینا در ۱۹۸۲ در سن ۳۶ سالگی در اثر مصرف بیش از حد کوکائین، تزازپام و الکل درگذشت. اگرچه خبرهایی از دستور مستقیم دیکتاتور نظامی برزیل برای قتل او منتشر شد، این شاید به دلیل طول‌کشیدن بیش‌ازحد صدور نتیجهٔ رسمی کالبدشکافی او باشد. چیزی که در آن زمان مطبوعات ملی و اذهان را از گمان و تردید انباشت. هیچ‌کس تا امروز به درستی نمی‌داند در روز مرگش در خانهٔ او چه گذشت.